# Joseph Roduit

Wappen des Territorialabtes Joseph Roduit

Joseph Roduit CRSA (* 17. Dezember 1939 in Saillon, Kanton Wallis; † 17. Dezember 2015 in Saint-Maurice, Kanton Wallis) war ein Schweizer Ordensgeistlicher und Abt der Territorialabtei Saint-Maurice.

## Leben
Joseph Roduit trat der Ordensgemeinschaft der Augustiner-Chorherren 1960 bei, legte die Profess am 15. November 1964 ab und empfing am 4. September 1965 die Priesterweihe. Roduit studierte an der Universität Freiburg Theologie von 1961 bis 1964 und danach bis 1965 am Päpstlichen Athenaeum Angelicum in Rom.
1984 wurde er für 10 Jahre Prior und Generalvikar der Territorialabtei und wirkte danach bis 1999 als Novizenmeister. Die Chorherren der Abtei wählten ihn am 5. April 1999 zum 94. Abt von Saint-Maurice. Papst Johannes Paul II. bestätigte diese Wahl am 14. Mai desselben Jahres. Joseph Roduit wurde in das Amt eingeführt und empfing die Abtsbenediktion am 31. Juli desselben Jahres. Als Wahlspruch wählte er Via, Veritas, Vita. Als Abt der Territorialabtei war er Mitglied der Schweizer Bischofskonferenz.
Joseph Roduit engagierte sich für zahlreiche Sozialprojekte im Heiligen Land und wurde vom Lateinischen Patriarchen von Jerusalem mit der Palme von Jerusalem ausgezeichnet. 2001 wurde er von Kardinal-Großmeister Carlo Kardinal Furno zum Großoffizier des Ritterordens vom Heiligen Grab zu Jerusalem ernannt und in der Basilica minor Notre-Dame du Valentin in Lausanne durch Henri Kardinal Schwery, Großprior der Schweizer Statthalterei, investiert.
Am 18. März 2015 nahm Papst Franziskus seinen altersbedingten Rücktritt an.